# Теркосская дамба
Теркосская плотина (тур. Terkos Barajı) — плотина, возведённая в 1971 году в 50 км к северо-западу от центра города Стамбул, с целью превращения солоноватого лимана Дурусу в пресное озеро. Строительство возглавил Государственный департамент гидравлических работ (Турция). Дамба высотой 8,8 м преградила поступление солёной воды из Чёрного моря в лиман, который заполнили пресные воды реки Дурусу. Площадь зеркала при этом увеличилась с 25 до 30,4 км² (макс.). Вместе с тем, по прошествии времени, тяжёлое цементное наполнение дамбы, равно как и значительно увеличившийся объём воды в самом озере, начало выдавливать песок в море, несмотря на то что в полноводные годы часть вод сбрасывается в море.  Начался постепенный размыв косы. В 2004 году ширина косы в самом уязвимом участке сократилась до 10 м. Основная экологическая проблема состоит в том что за годы опреснения, в опреснённом водохранилище сформировались пресноводные флора и фауна, которые погибнут, если произойдёт прорыв черноморской воды. Правительство Турции инвестировало 8 млн турецких лир для поддержания дамбы и предотвращения размыва.
К востоку от Теркосской дамбы выйдет в Чёрное море Стамбульский канал.